# Sartidia perrieri
Sartidia perrieri — ендемічний для Мадагаскару вид трави, відомий лише з однієї зібраної особини, який зараз вважається вимерлим.

## Опис
Анрі Пер'є де ла Баті у 1914 році зібрав рослину в центральній частині Мадагаскару, поблизу Анцірабе, на висоті 1900 м (6200 футів), де вона росла на пісковикових скелях у лісі тапії. В описі висушеного гербарного зразка він написав, що бачив лише одну особину цього виду, що свідчить про те, що на той час вона була уже дуже рідкісна. Еме Антуанетта Камю назвала її на честь колекціонера і описала як новий вид у роді Aristida.   Пізніше П'єр Буррей пізніше відніс рослину до Sartidia.
Sartidia perrieri - трава, що утворює пучки. Відомий екземпляр сягає приблизно 50 см заввишки, з листовими пластинками завдовжки 15-20 см (5,9-7,9 дюйма). Суцвіття - щільне, довга волоть довжиною 6-10 см (2,4-3,9 дюйма), остюки завдовжки 2-3,5 см (0,8-1,4 дюйма), що відходять від колосків. Своїми скупченнями великих колосків він сильно відрізняється від єдиного іншого відомого виду Sartidia з Мадагаскару, S. isaloensis.
У 2014 році біологи змогли секвенувати хлоропласти та ядерну ДНК 100-річного типового зразка та підтвердили його розміщення в Sartidia за допомогою молекулярної філогенетики  Він був ближчим до південноафриканських видів, ніж до S. isaloensis, що дозволяє припустити, що ці два види походять від ліній, які колонізували Мадагаскар незалежно один від одного.
Жодної іншої особини Sartidia perrieri не було знайдено з моменту початкової колекції, і, відповідно, вид був оцінений як вимерлий у дикій природі . Було припущено, що тиск від випасу худоби та розширення сільського господарства вже був високим у той час, коли Пер’є де ла Баті збирав рослину.  Лісисті савани, можливо, були замінені відкритими луками C 4, де переважають трави, що призвело до втрати середовищ існування, придатних для трав C 3, таких як S. perrieri . 
З часу першого колекціювання не було знайдено жодної іншої особини Sartidia perrieri, і вид був визнаний вимерлим у дикій природі. Було висловлено припущення, що розповсюдження випасу худоби та сільськогосподарська експансія вже були високим у той час, коли Перрьє де ла Баті збирав рослину. Лісисті савани, можливо, були замінені відкритими луками з переважанням трав класу C4, що призвело до втрати біотопів, придатних для трав класу C3, таких як S. perrieri.